# Flor da Serra do Sul
Flor da Serra do Sul là một đô thị thuộc bang Paraná, Brasil. Đô thị này có diện tích 254,886 km², dân số năm 2007 là 4775 người, mật độ 19,4 người/km².